# Chamber (Band)
Chamber war eine internationale Musikgruppe, deren Sänger und Gitarrist Marcus "Max" Testory aus Österreich kommt, während die anderen Musiker Deutsche sind. Musikalisch verknüpfte die Band Elemente der Kammermusik und der Neoklassik mit folkloristischen Anleihen und griff dabei ausschließlich auf akustische Instrumente zurück.

## Bandgeschichte
Chamber wurde im Jahr 1998 vom ehemaligen A Wedding Anniversary- und M.E.L.T.-Musiker Marcus "Max" Testory gegründet.
2006 spielte die Band zusammen mit ASP die Once in a Lifetime-Tour, auf der beide Bands gemeinsam ihre Lieder in akustischen Versionen spielten. Im Anschluss an diese Tournee verließen Natalie Eis, Katharina Kranich, Elisabeth Kranich und Tina Kögel die Band, und Max Testory und Ralf Hübner kündigten an, sich vermehrt ihrem Projekt Quadro Nero zu widmen. Stattdessen stellten die verbliebenen Bandmitglieder ein neues Line-Up auf, mit dem sie das Album Transitions aufnahmen, das am 26. Oktober 2007 veröffentlicht wurde.
Um seinen Visionen gerecht zu werden und um die eigene Unabhängigkeit zu behalten, gründete Marcus Testory 2009 sein eigenes Label "Delicious Releases", bei dem alle zukünftigen Veröffentlichungen der Band erscheinen sollten. Neben dem Label ist er seit 2011 auch bei der Nachfolgeband Die Kammer (Musikgruppe) aktiv.

## Diskografie
- Pleasure and Pain (2000, Eigenvertrieb)
- L’Orchestre de Chambre Noir (2002, Trisol)
- Ghost Stories and Fairy-Tales (2003, Trisol)
- Miles Away - A Premonition Of Solitude (2004, Trisol, EP)
- Solitude (2004, Trisol)
- The Stolen Child (2004, Trisol, Bonus-CD der limitierten Edition von Solitude)
- Humility (2006, Trisol, zusammen mit ASP - Akustik-Album zur "Once in a lifetime"-Tour)
- Once In A Lifetime Recollection-Box (2007, Trisol, zusammen mit ASP)
- Transitions (2007, Trisol)
- Dix Ans (2009, Trisol, Werkschau 1998–2008)